# Замок Перрін
Замок Перрін (англ. Castle Perrin) — один із замків Ірландії, розташований в графстві Дублін. Відомий ще під назвою Кастл-парк. Побудований у 1820 році в пізньому георгіївському стилі. До 1830 року замком володів олдермен Артур Перрін, що жив у замку Баллок і здавав в оренду замок Перрін британській адміністрації Дубліна.
У 1850—1860 роках в замку жили його високоповажність Джон Річардс, а потім його високоповажність Джеймс О'Браєн — обидва вони були суддями. Артур Перрін потім розширив замок, додав корончастий фасад, що обернений до Дублінської затоки.
29 березня 1904 року газета «Айріш Таймс» (англ. Irish Times) опублікувала оголошення про те, що замок Перрін та земля навколо нього площею 34 га продані за £ 4070. Купив замок нікому до того невідомий англієць — містер Вілфред П. Тун.